# Futaba Aoi
Futaba Aoi o Aoi Futaba (19 de diciembre, Tokio, Japón) es un mangaka japonés. 

## Biografía
Trabaja generalmente junto con Mitsuba Kurenai. Sin embargo, estos son sus seudónimos, sus verdaderos nombres son Sano Masaki y Watanabe Kyou. Los mangakas han publicados numerosos trabajos historias sobre el género Yaoi y han publicado muchos Doujinshis también.

## Trabajos de manga
- Nivel-C - Kairaku no Houteishiki (nivel-C - Equation of pleasure)
- West End

### Masaki Sano & Kyou Watanabe
- Tokyo Guardian
- Fire Emblem
  - Fire Emblem Shiranhen/Soumeihen
  - goo Higashinihondaishinsai support Wallpaper FIRE EMBLEM
- Fire Emblem Gaiden
- Platinum
- GPX Grand prix exceed
- Gadget
- Z/ETA
  - Z/ETA (Drama CD)